# Station Hommelvik
Station Hommelvik is een spoorwegstation in Hommelvik in de Noorse gemeente Malvik. Het station uit 1881 is ontworpen door Peter Andreas Blix. Hommelvik ligt zowel aan Nordlandsbanen, als aan Meråkerbanen, de spoorlijn die Trondheim verbindt met Östersund in Zweden.